# Энтолома подвишенная
Энтоло́ма подви́шенная, или сли́вовая (лат. Entoloma prunuloides) — вид грибов семейства энтоломовые (Entolomataceae).
Синонимы:
- Agaricus prunuloides Fr. 1821basionym
- Entoloma autumnale Velen. 1939
- Entoloma inocybiforme Bon 1980, nom. illeg.
- Entoloma inopiliforme Bon 1982
- Rhodophyllus prunuloides (Fr.) Quél. 1886

## Биологическое описание
- Шляпка 2,5—7 см в диаметре, в молодом возрасте конической формы, затем раскрывается до выпуклой и плоско-выпуклой, в центральной части с широким бугорком, негигрофанная, желтовато-коричневого или желтовато-серого цвета, в центре обычно окрашена темнее, чем по краю, гладкая, во влажную погоду слабо слизистая. Край шляпки у молодых грибов подвёрнут.
- Мякоть плотная, белого цвета, с сильным мучнистым запахом и неприятным мучнистым вкусом.
- Гименофор пластинчатый, пластинки довольно редкие, у молодых грибов белого цвета, с возрастом розовеют.
- Ножка 4—7,5 см длиной и 0,8—1,2 см толщиной, обычно сужающаяся книзу, реже цилиндрическая, неполая, гладкая, белого цвета, в центральной части с возрастом слабо желтеет или сереет. Кольцо отсутствует.
- Споровый порошок розового цвета. Споры 6,5—9×6,5—8 мкм, угловатые. Базидии четырёхспоровые, 27—45×7—13 мкм, с пряжками. Цистиды отсутствуют. Пилеипеллис — иксокутис, состоящий из узких цилиндрических гиф до 7 мкм толщиной.
- Энтолома подвишенная считается несъедобным грибом.

## Ареал и экология
Энтолома подвишенная широко распространена в Европе. Произрастает в горных лугах, реже на низменностях.